# Hop – i jest małpolud
Hop – i jest małpolud (cz. Hop – a je tu lidoop) – czechosłowacki film z 1978, komedia fantasy w reżyserii Milana Muchny.

## Obsada
- Vladimír Dlouhý jako Ondra Pavlík
- Monika Hálová jako Blanka Turečková
- Josef Kemr jako dżinn
- Otakar Brousek jako Viktor Merta
- Josef Vinklář jako rzeźnik František Tureček
- Zdena Hadrbolcová jako Turečková
- Josef Somr jako Josef Merta, ojciec Viktora
- Gabriela Vránová jako Věra Mertová, matka Viktora
- Marie Rosůlková jako babcia Viktora
- Miloslav Šimek jako nauczyciel
- Jiří Hálek jako Pavlík, ojciec Ondry
- Miriam Hynková jako Pavlíková, matka Ondry
- Josef Dvořák jako Homola
- Jiří Lábus jako wynalazca Mařík
- Jan Teplý jako inż. Dvořáček
- Jan Kuželka jako rzeźnik
- Jitka Zelenohorská jako klientka w sklepie mięsnym
- Karel Augusta jako dyrektor fabryki
- Jitka Asterová jako studentka